# Aranka Ročňáková
Aranka Ročňáková, (* 2. září 1951) byla česká a československá politička Komunistické strany Československa a poslankyně Sněmovny lidu Federálního shromáždění za normalizace.

## Biografie
K roku 1986 se zmiňuje profesně jako dělnice. Ve volbách roku 1986 zasedla za KSČ do Sněmovny lidu (volební obvod č. 45 – Karlovy Vary-Sokolov, Západočeský kraj). Ve Federálním shromáždění setrvala do ledna 1990, kdy rezignovala na mandát v rámci procesu kooptací do Federálního shromáždění po sametové revoluci.
Jiří Kotek, tehdejší aktivista Občanského fóra z Karlových Varů popisuje, že koncem roku 1989 svolal do hotelu Thermal mítink, na kterém se měla řešit i otázka odchodu komunistických poslanců z FS. Aranku Ročňákovou zmiňuje jako jedinou, podle jeho slov „statečnou“, členku parlamentu, která na veřejnou schůzi dorazila. Pracovala tehdy jako dělnice v porcelánce. Účastníci schůze na ni vyvíjeli nátlak směrem k její rezignaci a také, aby v nadcházející volbě prezidenta podpořila Václava Havla. Ročňáková to odmítala a prosazovala přímou volbu prezidenta.